# 雲達不萊梅體育會二隊
雲達不萊梅體育會二隊（德語：SV Werder Bremen II）是德國足球甲級聯賽球隊雲達不萊梅的预备队，目前是德国足球丙级联赛的參賽球隊。2005年之前，球隊的名稱為雲達不萊梅業餘隊（德語：SV Werder Bremen Amateure）。球隊的主场设于威悉体育场11号场，毗邻一线队的场地。

## 榮譽
- 德國業餘足球錦標賽（德语：Deutsche Amateurmeisterschaft (Fußball)）冠軍[1]：1966、1985、1991；
- 德国足球北部地区联赛冠軍：2015；
- 德国足球北部高级联赛（德语：Oberliga Nord）冠軍：1982、1984；
- 不来梅联赛冠軍：1957、1962、1967、1968、1976；
- 不来梅杯（德语：Bremer Pokal）冠軍： 1969、1971、1976、1982、1983、1987、1989，1990、1992－1995、1997－2002、2004、2007；

## 外部連結
- 官方网站 （页面存档备份，存于）（德文）